# 天主教長崎總教區

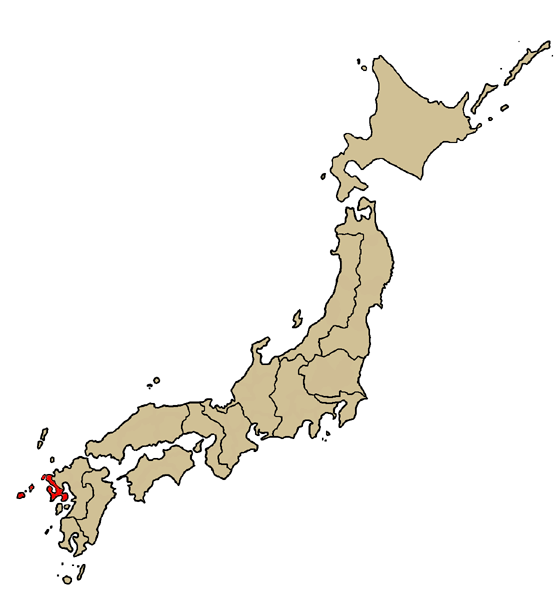
長崎總教區管轄範圍圖

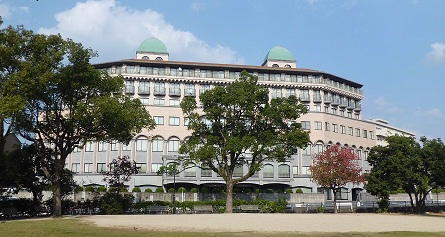
長崎總主教府（長崎大司教館）

天主教長崎總教區（日语：／ Katorikku Nagasaki daishikyōku ?）是天主教會在日本長崎設置的總教區，也是日本三個總教區之一，管轄範圍為長崎縣全境。其所屬的長崎教省下轄福岡、大分、鹿兒島和那霸四個教區。總主教為中村倫明。
長崎是日本天主教早期的發展中心，豐臣政權與江戶時代禁教時仍然有信徒秘密保持信仰，被後世稱為「隱匿的基督徒」；至1865年再度為外界所知，史稱「信徒發現」。時至今日，長崎總教區轄內有4%的人口為天主教徒，是日本天主教徒比例最高的地方，信徒人口數則僅次於東京總教區。

## 歷史
1846年，聖座為了重啟在日本的福傳事業，成立「日本宗座代牧區」（日本使徒座代理区）；在此之前，日本的天主教會是由當時天主教會在東亞的發展中心澳門教區管轄。代牧區成立之初，因日本尚未解除禁教令，宗座代牧先駐錫於香港，待1858年禁教令解除後，至1863年遷駐橫濱，1866年再遷至長崎。1876年，聖座將日本宗座代牧區一分為二，分為日本南緯宗座代牧區（簡稱南日本代牧區）與日本北緯宗座代牧區（東京總教區前身）等2個宗座代牧區。南日本代牧區仍以長崎為教務中心，其轄區原包括近畿、中國、四國、九州等日本西部地方，至1888年成立日本中部宗座代牧區（大阪總教區前身）後，轄區限縮至九州地方。
1891年6月15日，日本正式建立聖統制，南日本代牧區亦於同日升格為長崎教區。1927年，長崎教區在3月18日與7月16日分別分割出鹿兒島宗座監牧區（鹿兒島教區前身）與福岡教區，轄區限縮至長崎縣全境，並維持至今；同時在該年，長崎教區誕生首位國籍主教。至1959年5月4日，長崎教區升格為長崎總教區，成為日本第二個總教區。

## 現況
※統計至2020年為止。
信者數
- 教徒（含聖職人員、修道者和神学生等）總數：59,161人
  - 教友數：58,343人（教友佔人口率：4.319%）
  - 聖職人員：147人

堂區數
- 堂區：72
- 準堂區：1
- 傳教站：57
- 聚會所：2

## 歷任主教
| 就職時間 | 卸任時間 | 姓名                         | 所屬修會／團體 |
| -------- | -------- | ---------------------------- | -------------- |
| 1866年   | 1884年   | 伯納德-塔迪·普迪尚（）       | 巴黎外方傳教會 |
| 1884年   | 1885年   | 若瑟-瑪利·勞卡涅（）         | 巴黎外方傳教會 |
| 1885年   | 1911年   | 朱爾-阿爾豐斯·庫贊（）       | 巴黎外方傳教會 |
| 1911年   | 1926年   | 尚-克勞德·康巴茲（）         | 巴黎外方傳教會 |
| 1927年   | 1937年   | 早坂久之助（首任日本籍者）   | 教區聖職       |
| 1937年   | 1968年   | 山口愛次郎                   | 教區聖職       |
| 1969年   | 1990年   | 里脇浅次郎（1979年晉升樞機） | 教區聖職       |
| 1990年   | 2002年   | 島本要                       | 教區聖職       |
| 2003年   | 2022年   | 高見三明                     | 教區聖職       |
| 2022年   | 現任     | 中村倫明                     | 教區聖職       |

## 外部連結
- 長崎總教區官方網站 （页面存档备份，存于）（日語）